# Wish You Were Here (album Pink Floyd)
| Recensione       | Giudizio |
| ---------------- | -------- |
| AllMusic         |          |
| Rolling Stone    |          |
| sentireascoltare | (8/10)   |

Wish You Were Here è il nono album in studio del gruppo musicale britannico Pink Floyd, pubblicato nel 1975 dalla Harvest/EMI in Europa, e successivamente in Giappone, e dalla Columbia/Sony nel resto del mondo.
Composti e provati dal vivo i brani durante le loro esibizioni in Europa, l'album fu registrato in varie sessioni agli Abbey Road Studios di Londra.
L'album esplora i temi dell'assenza, della disillusione della band verso la cinica industria discografica, come rappresentato dalla copertina, e del declino mentale dell'ex membro del gruppo Syd Barrett.
L'album fu presentato a Knebworth nel luglio del 1975 e pubblicato nel settembre dello stesso anno. Fu un successo immediato tanto che la EMI non riusciva a stampare copie sufficienti per soddisfare la domanda. L'album raggiunse la prima posizione nella Billboard 200 per due settimane, nella Official Albums Chart, in Italia, nei Paesi Bassi per due settimane e Nuova Zelanda per tre settimane, la seconda in Austria e Norvegia e la quarta in Germania. I membri della band Richard Wright e David Gilmour dichiararono che Wish You Were Here è il loro album dei Pink Floyd preferito.
Una raffigurazione stilizzata della copertina di Wish You Were Here (due uomini che si stringono la mano in mezzo allo slargo di una fabbrica, mentre uno di essi va a fuoco), compare sulla copertina dell'album Radiohead: The Best Of dei Radiohead. Tale disegno era già presente all'interno del Cd di Ok Computer. Anche nel videoclip Lonely Day dei System of a Down viene omaggiata la copertina dell'album.
L'album, dopo un primo periodo di critiche contrastanti, fu acclamato dai critici e venne poi posizionato al 211º posto della lista "The 500 Greatest Albums of All Time" pubblicata dalla rivista musicale Rolling Stone. Nell'aggiornamento del 2020, l'album scivolò al 264º posto.

## Storia

### Antefatti
Nel 1974 i Pink Floyd avevano scritto tre nuove composizioni, Raving and Drooling (che sarebbe poi diventata Sheep), You Gotta Be Crazy (titolo provvisorio del brano Dogs) e Shine On You Crazy Diamond, che vennero suonate in una serie di concerti in Francia e Regno Unito che furono il loro primo tour dal 1973, in occasione dell'uscita di The Dark Side of the Moon. La band non aveva mai assunto un responsabile dell'ufficio stampa e si era sempre tenuta alla larga da questa (il loro rapporto con i media non era buono anche in seguito a una critica sul nuovo materiale della band da parte di Nick Kent e Pete Erskine della rivista musicale NME). Il gruppo tornò in studio nella prima settimana del 1975.

### Concept

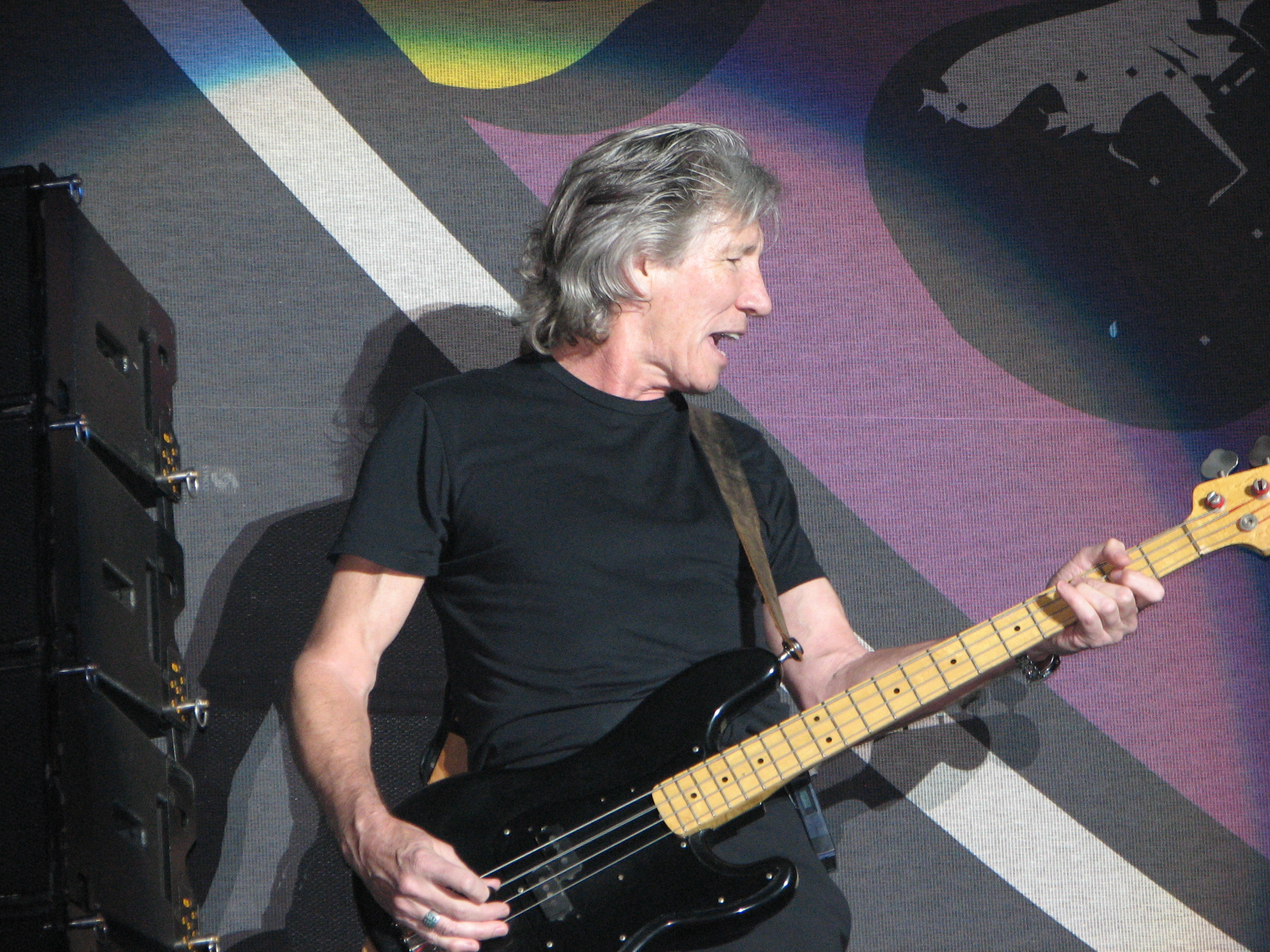
Il bassista Roger Waters, autore dei testi dell'album.

Fu il secondo della loro carriera a essere un concept album, i cui testi furono ideati e scritti interamente da Waters ed evoca il suo sentimento nel momento in cui la fraternità tra i membri della band, che si era fatta sentire in precedenza, era venuta a mancare. L'album comincia con la lunga suite, Shine On You Crazy Diamond, che si apre con una parte strumentale di otto minuti e mezzo prima che cominci il cantato. Il pezzo è un tributo all'ex membro della band Syd Barrett, il cui crollo nervoso indotto dalla sua tossicodipendenza lo aveva costretto a lasciare la band alcuni anni prima. Barrett è ricordato con affetto in frasi come: «Remember when you were young, you shone like the sun» ("Ricorda quando eri giovane, splendevi come il sole") e «You reached for the secret too soon, you cried for the moon» ("Volevi raggiungere il segreto troppo presto, hai chiesto l'impossibile").
L'album è inoltre una critica all'industria musicale; Shine On sfuma senza soluzione di continuità in Welcome to the Machine, che comincia con l'apertura di una porta automatica - descritta da Waters come "simbolo di scoperta musicale e di progresso tradito dal mondo della musica, che è più interessato al successo e che si dimostra avido". La canzone finisce con i rumori di una festa per simboleggiare "la mancanza di contatti e sentimenti reali tra le persone". Have a Cigar mostra il disprezzo verso i "pezzi grossi" dell'industria musicale; il testo contiene stereotipi usati ironicamente come: «can hardly count» ("so a stento contare"), «they call it riding the gravy train» ("Lo chiamano aver trovato la cuccagna") e «Oh, by the way, which one's Pink?» ("Ah, a proposito, chi di voi è Pink?") - una domanda effettivamente posta alla band in più di un'occasione agli inizi di carriera. Wish You Were Here contiene versi che non si riferiscono solo alla condizione di Barrett, ma anche alla bipartizione del carattere di Waters, come idealista, così come personalità dominante. L'album finisce con una ripresa di Shine On e con molte parti strumentali.

### Registrazione

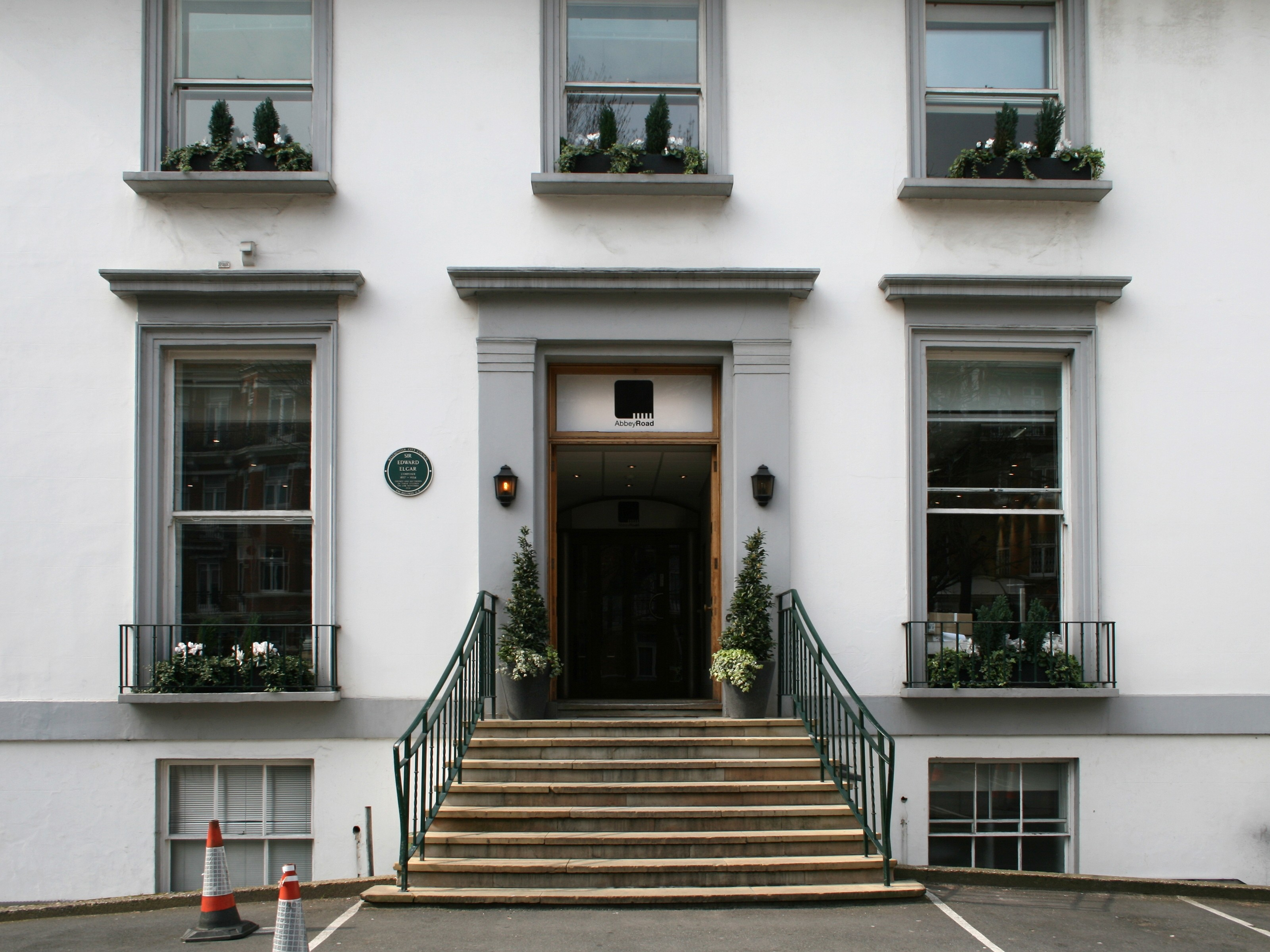
Entrata degli Abbey Road Studios, che servirono come studio di registrazione dell'album.

Alan Parsons era stato l'ingegnere del suoni per l'album precedente dei Pink Floyd, il celebrato The Dark Side of the Moon, ma rifiutò l'offerta di continuare a lavorare con il gruppo, per cominciare un suo personale progetto discografico, The Alan Parsons Project. Il gruppo aveva già lavorato con l'ingegnere del suono Brian Humphries alla registrazione della colonna sonora del film More, registrata nei Pye Studios, e successivamente ancora nel 1974, quando egli sostituì un ingegnere poco esperto assunto a breve termine dalla EMI. Egli si rivelò, comunque, la scelta naturale per lavorare al nuovo materiale della band, anche se la sua inesperienza come tecnico dei Pink Floyd causò qualche difficoltà iniziale. In una occasione, Humphries rovinò inavvertitamente la traccia strumentale base di Shine On, un pezzo che Waters e Mason avevano passato molte ore a perfezionare, con vari effetti eco. L'intera traccia dovette essere ri-registrata.
Lavorando nello Studio 3, il gruppo trovò difficile all'inizio scegliere il materiale per il nuovo lavoro, specialmente dopo che il successo enorme riscosso da The Dark Side of the Moon li aveva lasciati "prosciugati" artisticamente ed emozionalmente come da loro dichiarato in seguito. Richard Wright descrisse queste prime sessioni come un "periodo difficile", e Roger Waters le definì "complicate". Il batterista Nick Mason trovò molto noioso il lungo processo di registrazione multi-traccia, e David Gilmour era maggiormente interessato al miglioramento del materiale già esistente. Egli inoltre si sentiva incredibilmente frustrato dal comportamento di Mason, il cui matrimonio stava andando a rotoli, e che, afflitto da apatia e malessere, rifletteva i suoi problemi personali sul lavoro in studio con il gruppo.
(David Gilmour)

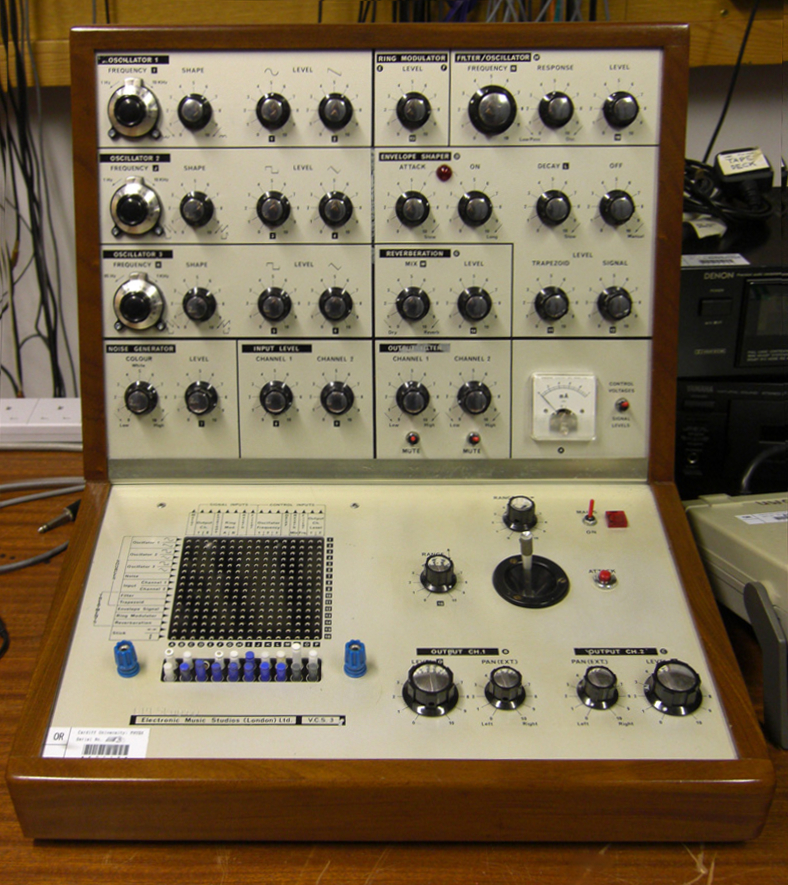
Un sintetizzatore EMS VCS 3, il modello utilizzato dai Pink Floyd nell'album.

Tuttavia, dopo alcune settimane, Waters iniziò ad abbozzare l'idea per un nuovo concept. Le tre nuove composizioni provate durante il tour del 1974 (Raving and Drooling, You Gotta Be Crazy, e Shine On You Crazy Diamond) furono il punto di partenza per la stesura del nuovo album, e la suite Shine On You Crazy Diamond sembrò la scelta perfetta come punto focale dell'opera. Essa era uno strumentale di circa venti minuti di durata simile a Echoes, e il riff di quattro note ideato da Gilmour posto all'inizio del brano, fece venire in mente a Waters l'immagine spettrale dell'ex leader della band, Syd Barrett, apparentemente scomparso nell'anonimato da qualche anno. Waters voleva dividere Shine On You Crazy Diamond in due parti, inserendo in mezzo due nuove canzoni da lui scritte. Gilmour non era d'accordo con l'idea, ma cedette dopo una votazione che lo vide sconfitto per tre a uno. Welcome to the Machine e Have a Cigar erano attacchi neanche troppo velati al mondo del music business, e la loro tematica ben si sposava con il testo di Shine On così da fornire adeguato accompagnamento alla storia dell'ascesa e declino di Barrett. Raving and Drooling e You Gotta Be Crazy non trovarono spazio sul nuovo concept album, e furono accantonate fino al successivo album del gruppo del 1977, Animals.
Le sessioni iniziali furono un processo difficile e faticoso, ma il bassista Roger Waters ebbe l'idea di dividere la suite Shine On You Crazy Diamond in due parti, per poi unire ogni metà con tre nuove composizioni. Durante le registrazioni del brano, l'ex membro del gruppo si presentò negli studi il 5 giugno 1975, ma non venne inizialmente riconosciuto poiché era molto ingrassato e aveva cambiato totalmente aspetto. Come per l'album precedente, The Dark Side of the Moon, la band fece uso di effetti sonori e di sintetizzatori. Roy Harper collaborò come cantante in Have a Cigar.
Come in The Dark Side of the Moon, Richard Wright fece ampio uso di sintetizzatori come l'EMS VCS 3 (in Welcome to the Machine), addolciti però dai soffici arpeggi di chitarra di Gilmour e dalle percussioni suonate da Mason. L'inizio di Shine On contiene tracce di una precedente registrazione di studio lasciata incompiuta per l'abortito progetto Household Objects. Bicchieri da vino erano stati riempiti con differenti quantità di liquidi, e poi "suonati" passando un dito bagnato sui bordi degli stessi. Queste incisioni furono quindi sovraincise e riutilizzate per la prima parte di Shine On You Crazy Diamond.
Il violinista jazz Stéphane Grappelli e il violinista classico Yehudi Menuhin stavano registrando nello studio attiguo a quello dei Pink Floyd, e Richard Wright li invitò a partecipare ad un pezzo del nuovo album. Menuhin osservò quindi Grappelli mentre suonava un assolo nella canzone Wish You Were Here; tuttavia, il gruppo decise di non utilizzare il suo contributo e, fino al 2011 quando riemerse sulla ristampa "Experience Edition" del disco, la versione con Grappelli venne ritenuta persa. In realtà non tutto il contributo del violinista venne utilizzato all'epoca, in quanto parte di esso venne mantenuto anche se mixato bassissimo e quasi inudibile, tanto che non venne inserito nessun credito contributivo a lui intestato, perché la band aveva paura, così facendo, di insultare Grappelli. È noto che il musicista venne comunque pagato 300 sterline per il suo contributo. Inoltre, altro musicista aggiunto fu Dick Parry, che suonò il sassofono in Shine On You Crazy Diamond. L'introduzione di Wish You Were Here venne registrata dall'autoradio della macchina di Gilmour, con la manopola spostata tra varie stazioni radio (il brano di musica classica che si sente ad un certo punto è il finale della Sinfonia n. 4 di Čajkovskij).
Le sessioni di registrazione furono interrotte due volte a causa degli impegni della band per la tournée negli Stati Uniti (la prima volta in aprile e la seconda nel giugno 1975), e le ultime sedute, svoltesi dopo l'esibizione del gruppo a Knebworth, si rivelarono molto travagliate per Waters. Egli non riuscì a registrare la traccia vocale per il brano Have a Cigar, nonostante diversi tentativi effettuati. I suoi problemi derivarono in parte dal suo limitato spettro canoro, ma anche dallo stress al quale la sua voce era stata sottoposta durante l'incisione del cantato in Shine On, anch'essa composta in una tonalità particolarmente alta per Waters.  Venne quindi chiesto a Gilmour di cantare al suo posto nella traccia, ma egli si rifiutò, a causa del testo particolarmente polemico del brano, e si dovette ricorrere al collega ed amico della band Roy Harper, che accettò di cantare. Harper stava incidendo il proprio album in un altro studio di Abbey Road, e Gilmour aveva precedentemente partecipato al suo disco con qualche parte di chitarra. In seguito Waters si pentì della decisione presa, perché anche se giudicava favorevolmente la prova canora di Harper, credeva che una voce "estranea al gruppo" avesse fatto perdere la tipica atmosfera di un album dei Pink Floyd.

#### L'incontro con Syd Barrett
Durante la registrazione dell'album, il 5 giugno 1975, mentre si stava completando il missaggio finale di Shine On You Crazy Diamond, un uomo sovrappeso con la testa e le sopracciglia completamente rasate a zero, con in mano una busta di plastica della spesa, entrò nella stanza. Waters, che stava lavorando nello studio, inizialmente non lo riconobbe, mentre Wright inizialmente pensò si trattasse di un amico di Waters o di un tecnico della EMI, ma presto si rese conto che si trattava di un irriconoscibile Syd Barrett. Anche Gilmour inizialmente pensò a un membro dello staff della EMI prima di accorgersi che si trattava del vecchio amico, e Mason restò inorridito quando Gilmour gli disse chi era quell'individuo dall'aspetto tanto bizzarro. Waters scoppiò in lacrime alla vista di come si era ridotto l'ex compagno di band, al quale Andrew King chiese come avesse fatto a mettere su così tanto peso. Barrett rispose semplicemente che aveva a casa un grosso frigorifero pieno di carne di maiale e che mangiava molte costolette. Egli menzionò anche il fatto che era pronto a dare il proprio contributo al disco suonando delle parti di chitarra, ma quando ascoltò il mix di Shine On non si mostrò entusiasta della canzone, definendola "un po' datata". Dopo aver presenziato al ricevimento nuziale di David Gilmour, Barrett se ne andò senza salutare. Nessuno degli altri membri del gruppo lo avrebbe mai più rivisto. Anche se il testo del brano era stato già scritto in precedenza, l'inaspettata visita da parte di Barrett potrebbe aver influenzato la parte finale della suite, dove Wright suona un accenno della See Emily Play di Barrett a malapena udibile sull'album.
(Roger Waters)

## Copertina e packaging

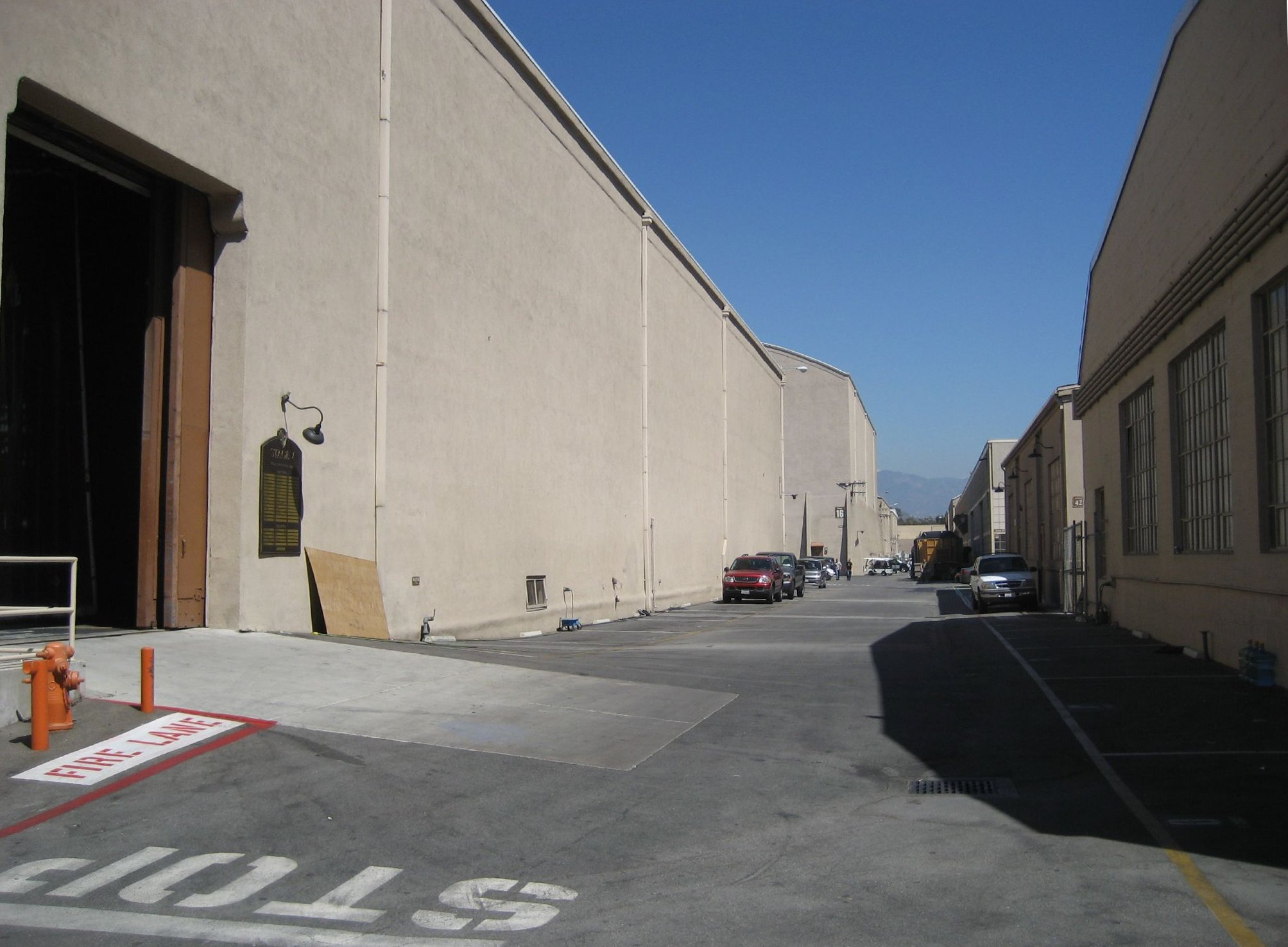
Il luogo dove venne scattata la foto di copertina per l'album, presso gli studi della Warner Bros. a Los Angeles.

Thorgerson aveva accompagnato la band durante il tour del 1974 e aveva riflettuto sui testi dei vari brani, arrivando alla conclusione che le canzoni erano tutte, in generale, collegate alla "tematica dell'assenza", piuttosto che alla malattia di Barrett. Questo tema si rifletté nell'idea per la copertina dell'album. Thorgerson notò che l'LP Country Life dei Roxy Music era uscito coperto da un cellophane verde per censurare la copertina originale che ritraeva due ragazze discinte, e pensò di replicare l'idea della "busta" per Wish You Were Here, questa volta utilizzandone una di colore nero opaco. La copertina dell'album venne quindi ricoperta con un imballaggio nero opaco e un disegno centrale ideato ispirato ai brani Welcome to the Machine e Have a Cigar che suggerirono l'utilizzo della stretta di mano tra due robot e George Hardie disegnò l'adesivo da porsi sulla cover esterna. La copertina vera e propria dell'album venne invece ispirata dall'idea che le persone tendono a nascondere i propri reali sentimenti, per paura di rimanere "scottati", e si concretizzò nell'immagine dei due uomini d'affari che si stringono la mano mentre uno di loro ha preso fuoco. Restare scottato o bruciarsi (in originale "getting burned") era anche un modo di dire di uso comune nell'ambito dell'industria discografica, spesso utilizzato per artisti che avevano ottenuto grossi insuccessi. Per la foto furono impiegati due stuntmen (Ronnie Rondell & Danny Rogers). La fotografia fu scattata ai Warner Bros. Studios di Los Angeles. Inizialmente, quel giorno il vento soffiò nella direzione sbagliata e le fiamme arrivarono fino a lambire il volto di Rondell, bruciandogli i baffi. I due stuntmen cambiarono posizione e la foto venne scattata con successo.
Il retro di copertina mostra un rappresentante commerciale senza volto denominato "Floyd Salesman", che, nelle parole di Thorgerson, "vende la propria anima nel deserto" (il deserto di Yuma in California). L'assenza di polsi e caviglie segnala la sua presenza come mero involucro, un "vestito vuoto". Le foto presenti all'interno dell'LP mostrano un velo ondeggiante in un ventoso boschetto del Norfolk e un nuotatore che si tuffa in un lago senza provocare il minimo movimento nell'acqua. La scelta di coprire l'elaborato artwork di copertina dell'album con una busta di plastica nera non venne ben accolta dall'etichetta statunitense dei Pink Floyd, Columbia Records, che cercò di farla modificare, ma senza successo.

## Pubblicazione e accoglienza
Prima della pubblicazione nel Regno Unito le sole prenotazioni (60.000 copie) fecero vincere il disco d’argento e il 1º agosto 1975, sei settimane prima della pubblicazione, il disco d’oro (100.000 copie); negli USA l'album raggiunse la prima posizione in classifica nella seconda settimana di settembre, divenendo il più veloce “numero uno” di sempre.
L'album venne pubblicato il 12 settembre 1975 in Gran Bretagna, e il giorno successivo negli Stati Uniti. Nel Regno Unito, con prenotazioni di 250 000 copie in pre-ordine, l'album debuttò direttamente in vetta alla classifica. Anche in America salì in prima posizione nel corso della seconda settimana di uscita con prevendite di circa 900 000 copie.
La critica inizialmente diede giudizi contrastanti:
(Ben Edmunds, Rolling Stone)
Robert Christgau, tuttavia, riteneva l'album molto buono, e scrisse: "[…] la musica non è soltanto semplice, immediata e affascinante, con i sintetizzatori impiegati in larga parte per le tessiture strumentali e i break di chitarra come commento, ma inoltre possiede parte della dignità sinfonica che The Dark Side of the Moon simulava così bene". In seguito egli scrisse: "Il mio album preferito dei Pink Floyd è sempre stato "Wish You Were Here", e sapete perché? Perché ha un'anima, ecco perché, è il lamento di Roger Waters per Syd, non proprio il mio ideale di eroe tragico ma poiché è quello di Roger, ciò non ha nessuna importanza". Diversamente la rivista Melody Maker non si dimostrò entusiasta dell'opera: "Da qualsiasi punto ci si avvicini ad esso, l'album suona insincero nei suoi intenti e dimostra una tragica mancanza di immaginazione sotto tutti gli aspetti". Col tempo le recensioni divennero in larga parte positive e, nel 2012, l'album venne votato al 211º posto nella classifica di Rolling Stone dei migliori 500 album di sempre. Nel 1998, una votazione fra i lettori della rivista Q gli garantì la posizione n. 34 nella classifica dei migliori album di tutti i tempi. Nel 2000, sempre sulla stessa rivista, l'album venne posizionato al n. 43 nella lista dei migliori 100 album britannici di sempre. Nel 2007, la stazione radio tedesca WDR 2, chiese ai propri ascoltatori di votare i migliori 200 album di sempre piazzando Wish You Were Here alla prima posizione. Nel 2004 venne inserito alla posizione n. 36 dalla rivista Pitchfork nella lista dei "Top 100 albums of the 1970s" da loro redatta. IGN classificò Wish You Were Here come ottavo miglior disco classic rock di sempre. Le vendite al 2017 ammontano (tra riedizioni e copie digitali) a oltre 20 milioni di copie. Nel giugno del 2015 la rivista Rolling Stone ha collocato l'album alla quarta posizione dei 50 migliori album progressive di tutti i tempi.

## Tour promozionale
Non fu intrapreso alcun tour ufficiale per questo album. Successivamente l'album fu suonato per intero nella seconda parte dei concerti del tour promozionale di Animals.

## Tracce
Testi di Roger Waters.
Lato 1
1. Shine On You Crazy Diamond (1-5) – 13:34 (musica: Gilmour, Waters, Wright) – voce di Roger Waters
2. Welcome to the Machine – 7:31 (musica: Waters) – voce di David Gilmour

Lato 2
1. Have a Cigar – 5:08 (musica: Waters) – voce di Roy Harper
2. Wish You Were Here – 5:34 (musica: Waters, Gilmour) – voce di David Gilmour
3. Shine On You Crazy Diamond (6-9) – 12:31 (musica: 6-8: Gilmour, Waters, Wright - 9: Wright) – voce di Roger Waters

### Immersion Edition
Nel 2011 è uscita una nuova edizione del disco che contiene 2 CD audio, 2 DVD, e un Blu-ray più un libro di 40 pagine e materiale bonus.
Disco 1
Il primo disco è l'album originale rimasterizzato.
Disco 2
1. Shine On You Crazy Diamond (parts 1-6) (live al Wembley Stadium, 1974) (inedito)
2. Raving & Drooling (live al Wembley Stadium, 1974) (inedito)
3. You've Got To Be Crazy (live al Wembley Stadium, novembre 1974) (inedito)
4. Wine Glasses (dal progetto inedito Household Objects)
5. Have a Cigar (versione alternativa) (inedita)
6. Wish You Were Here (featuring Stéphane Grappelli) (inedito)

DVD 1
- Wish You Were Here, James Guthrie 2009 5.1 Surround Mix
- Wish You Were Here, James Guthrie 2009 5.1 Surround Mix
- Wish You Were Here, Original Mix
- Wish You Were Here, Quad Mix
- Wish You Were Here, Quad Mix

DVD 2
- AUDIO VISUAL: Concert Screen Films:

1. Shine On You Crazy Diamond Intro
2. Shine On You Crazy Diamond

- AUDIO VISUAL: Welcome To The Machine animated clip
- AUDIO VISUAL: Storm Thorgerson

Blu-ray
- AUDIO: Wish You Were Here, James Guthrie 2009
- AUDIO: Wish You Were Here, Original stereo mix
- AUDIO VISUAL: Concert Screen films:

1. Shine On You Crazy Diamond Intro
2. Shine On You Crazy Diamond

- AUDIO VISUAL: Welcome To The Machine animated clip
- AUDIO VISUAL: Storm Thorgerson short film

Materiale bonus
- un Booklet rilegato di 40 pagine
- un Booklet rilegato di 24 pagine con foto originali di Jill Furmanovsky
- una Stampa artistica esclusiva
- 9 Sottobicchieri con i primi schizzi di Storm Thorgerson
- 3 Biglie
- un Sacchettino per le biglie
- 5 Carte da collezione con disegni e commenti di Storm Thorgerson
- una Replica del biglietto del concerto del tour "Wish You Were Here"
- una Replica del pass per il backstage del tour "Wish You Were Here"
- una Sciarpa
- 3 Buste
- un Booklet di 12 pagine con tutti i riconoscimenti
- una Lettera

## Formazione
Pink Floyd
- Roger Waters - voce, basso, chitarre, VCS3
- David Gilmour - voce, chitarra, tastiera, basso, lap steel guitar, pedal steel guitar, VCS3, armonica a bicchieri
- Richard Wright - tastiera, voce, VCS3,  sintetizzatore ARP String Ensemble, Minimoog,  clavinet, piano elettrico e acustico
- Nick Mason - batteria, percussioni

Musicisti aggiuntivi
- Dick Parry - sassofono in Shine On You Crazy Diamond
- Roy Harper - voce in Have a Cigar
- Stéphane Grappelli - violino in Wish You Were Here (non accreditato)[72]
- The Blackberries:
  - Venetta Fields - cori
  - Carlena Williams - cori

## Classifiche

### Classifiche settimanali
| Classifica (1975-2021) | Posizione massima |
| ---------------------- | ----------------- |
| Australia              | 1                 |
| Austria                | 2                 |
| Belgio (Fiandre)       | 77                |
| Belgio (Vallonia)      | 68                |
| Canada                 | 14                |
| Croazia                | 1                 |
| Finlandia              | 1                 |
| Francia                | 1                 |
| Germania               | 4                 |
| Grecia                 | 1                 |
| Italia                 | 1                 |
| Norvegia               | 2                 |
| Nuova Zelanda          | 1                 |
| Paesi Bassi            | 1                 |
| Polonia                | 20                |
| Portogallo             | 3                 |
| Regno Unito            | 1                 |
| Repubblica Ceca        | 28                |
| Spagna                 | 1                 |
| Stati Uniti            | 1                 |
| Svezia                 | 14                |
| Svizzera               | 1                 |

### Classifiche di fine anno
| Classifica (1975) | Posizione |
| ----------------- | --------- |
| Australia         | 12        |
| Austria           | 8         |
| Francia           | 5         |
| Nuova Zelanda     | 11        |
| Paesi Bassi       | 6         |
| Regno Unito       | 22        |
| Classifica (1976) | Posizione |
| Germania          | 8         |
| Italia            | 1         |
| Nuova Zelanda     | 26        |
| Regno Unito       | 47        |
| Classifica (2020) | Posizione |
| Portogallo        | 65        |
| Classifica (2021) | Posizione |
| Portogallo        | 28        |
| Classifica (2024) | Posizione |
| Portogallo        | 151       |